# Хайнрих I (Гелдерн)
Вижте пояснителната страница за други личности с името Хайнрих I.
Хайнрих I (на немски: Heinrich I von Geldern; * ок. 1117; † 27 май или 10 септември 1182) от Дом Васенберг, е граф на Гелдерн и Цутфен от 1131 до 1182 г.

## Биография
Той е син и наследник на граф Герхард II фон Гелдерн († 1131) и на Ермгард фон Цутфен († 1138), дъщеря на граф Ото II фон Цутфен.
От баща си наследява Графство Гелдерн, от майка си – Графство Цутфен.
Хайнрих I се жени през 1135 г. за Агнес фон Арнщайн († 1175/1179), дъщеря на граф Лудвиг II фон Арнщайн († 1130).
Погребан е в манастир Камп. Наследен е от синът му Ото.

## Деца
- Герхард III († 1181), ∞ 1181 графиня Ида от Булон (1160 – 1216), дъщеря на граф Матеус I Елзаски († 1173)
- Ото (1150 – 1207), граф на Гелдерн и Цутфен, ∞ 1186 Рихардис фон Шайерн-Вителсбах (1173 – 1231), дъщеря на херцог Ото I от Бавария
- Агнес († сл. 1186), ∞ 1168 граф Хайнрих IV фон Намюр-Люксембург (1113 – 1196)
- Аделхайд († сл. 1213, ∞ 1179 граф Герхард II фон Лоон († 1191)
- Маргарета (1158 – 1185), ∞ за граф Енгелберт I фон Берг († 1189)
- София (* ок. 1165), ∞ за Хайнрих фон Васенберг († 1214)